# Fabian Reese
Fabian Reese (Kiel, 29 novembre 1997) è un calciatore tedesco, attaccante dell'Hertha Berlino.

## Statistiche

### Presenze e reti nei club
Statistiche aggiornate al 21 gennaio 2018.
| Stagione          | Squadra           | Campionato        | Campionato | Campionato | Coppe nazionali | Coppe nazionali | Coppe nazionali | Coppe continentali | Coppe continentali | Coppe continentali | Altre coppe | Altre coppe | Altre coppe | Totale | Totale | Totale |
| Stagione          | Squadra           | Comp              | Pres       | Reti       | Comp            | Pres            | Reti            | Comp               | Pres               | Reti               | Comp        | Pres        | Reti        | Pres   | Reti   |        |
| ----------------- | ----------------- | ----------------- | ---------- | ---------- | --------------- | --------------- | --------------- | ------------------ | ------------------ | ------------------ | ----------- | ----------- | ----------- | ------ | ------ | ------ |
| 2015-2016         | Schalke 04        | BL                | 1          | 0          | CG              | -               | -               | UEL                | 0                  | 0                  | -           | -           | -           | 1      | 0      |        |
| 2016-gen. 2017    | Schalke 04        | BL                | 3          | 0          | CG              | 1               | 0               | UEL                | 2                  | 0                  | -           | -           | -           | 6      | 0      |        |
| gen.-giu. 2017    | Karlsruhe         | ZL                | 10         | 0          | CG              | -               | -               | -                  | -                  | -                  | -           | -           | -           | 10     | 0      |        |
| 2017-gen. 2018    | Schalke 04        | BL                | 7          | 0          | CG              | 0               | 0               | -                  | -                  | -                  | -           | -           | -           | 7      | 0      |        |
| Totale Schalke 04 | Totale Schalke 04 | Totale Schalke 04 | 11         | 0          |                 | 1               | 0               |                    | 2                  | 0                  |             | -           | -           | 14     | 0      |        |
| gen.-giu. 2018    | Greuther Fürth    | ZL                | 0          | 0          | CG              | -               | -               | -                  | -                  | -                  | -           | -           | -           | 0      | 0      |        |
| Totale carriera   | Totale carriera   | Totale carriera   | 21         | 0          |                 | 1               | 0               |                    | 2                  | 0                  |             | -           | -           | 24     | 0      |        |